# Episodi di Duel Masters Versus Revolution
Duel Masters Versus Revolution (デュエルマスターズVSR?, Dyueru Masutāzu Bāsasu Reboryūshon) è stato trasmesso originalmente in Giappone dal 5 aprile 2015 al 27 marzo 2016 su TV Tokyo per un totale di 51 episodi. Le sigle d'apertura sono Luv it! (lett. "Io amo!") cantata dai Sug e EvoRevo! (エボレボ!?, EboRebo!) di Hayabusa mentre quelle di chiusura sono rispettivamente Kimi ga kureta kiseki (lett. "Il miracolo che mi hai dato" di Pile, Love and Peace (lett. "Pace e Amore") dei Cross Gene e JIBUN (lett. "ME STESSO") degli An Cafe.

Il logo della serie

Una nuova intrepida battaglia sta per incominciare e Katta è finalmente diventato il campione del torneo nazionale di Duel Masters. Fa la sua comparsa un parco a tema dedicato al suddetto gioco, Duel Land, con molte attrazioni ed eventi, in cui il ragazzo si divertirà.
Tuttavia, dopo aver fatto la conoscenza della mascotte, Duemouse, Katta si ritrova coinvolto in una ridicola cospirazione legata allo stesso parco divertimenti. Intanto un'ombra invade il mondo di Duel Masters, che poi si scoprirà essere un team di duellanti misteriosi che rivelerà l'identità di una carta leggendaria dai poteri immensi. Spetterà a Katta fermare l'ambizione dei malvagi prima che sia troppo tardi.

## Lista episodi
| Nº | Titolo italiano (traduzione letterale) Giapponese 「Kanji」 - Rōmaji | In onda           | In onda |
| Nº | Titolo italiano (traduzione letterale) Giapponese 「Kanji」 - Rōmaji | Giapponese        |         |
| 1  | Si alza il sipario! Le speranze e i sogni di Duema Land!! 「いきなり開園っ！夢と希望のデュエマーランドっ!!」 - Ikinari kaien! Yume tokibō no Dyuema Rando!!                                                                                                   | 5 aprile 2015     |         |
| 2  | Bucyake è scomparso! Il mistero di Duema Land!? 「消えたぶっちゃけっ！デュエマーランドの謎っ！？」 - Kieta Butcha ke! Dyuema Rando no nazo!? | 12 aprile 2015    |         |
| 3  | L'inizio dell'invasione! Duello nella Red Zone!? 「侵略発動っ！レッドゾーンデュエルっ！？」 - Shinryaku hatsudō! Reddo Zōn Dyueru!? | 19 aprile 2015    |         |
| 4  | Tutti rimangono sorpresi! Il segreto di Duema Land! 「みんなビックリっ！デュエマーランドの秘密っ!!」 - Min'na bikkuri! Dyuema Rando no himitsu!! | 26 aprile 2015    |         |
| 5  | Questo è il vero Katchan! 5 secondi prima che il robot ti faccia a pezzi!! 「これは本物のかっちゃんですっ！ロボがボロ出す５秒前っ!!」 - Kore wa honmono no katchande su! Robo ga boro dasu 5-byō mae!!                                                        | 3 maggio 2015     |         |
| 6  | La rivoluzione è al di là del vapore! Un duello termale paradisiaco che rende la pelle liscia!! 「革命は湯煙の向こうにっ！お肌ツルツル極楽温泉デュエルっ!!」 - Kakumei wa yukemuri no mukō ni! O hada tsurutsuru gokuraku onsen Dyueru!!                      | 10 maggio 2015    |         |
| 7  | L'appassionata idol del sottosuolo!! Il Duema ardente, Butchake VS Benchan! 「地下アイドルにお熱っ!!ぶっちゃけＶＳべんちゃんの灼熱デュエマ！」 - Chika Aidoru ni o atsu!! Butchake VS Benchan no shakunetsu Dyuema!                                           | 17 maggio 2015    |         |
| 8  | Il contrattacco del Duema Robot! Duema Five, 3 persone si rincontrano!! 「逆襲のデュエマーロボっ！デュエマーファイブ ３人集合っ！！」 - Gyakushū no Dyuema Robo! Dyuema Faibu 3-ri shūgō!!                                                                    | 24 maggio 2015    |         |
| 9  | Svegliati con Dodd Dokkan! La grande rivoluzione di Katta!! 「ドッドドドカーンと巻き起こせっ！勝太の大革命っ！!」 - Doddo Dodokān to makiokose! Katta no dai kakumei!!                                                                                        | 31 maggio 2015    |         |
| 10 | Inizio furioso! La Duema Star Cup dove puoi realizzare qualsiasi desiderio! 「怒濤のスタート！なんでも願いが叶うデュエマ星取り合戦デュエルマ・スターカップ！」 - Dotō no Sutāto! Nan demo negai ga kanau Dyuema-boshi-tori gassen Dyuema Sutā Kappu!          | 7 giugno 2015     |         |
| 11 | Katta VS Hakase! Risvegliati, rivoluzione 0!! 「勝太ＶＳハカセ！呼び覚ませ、革命０っ！！」 - Katta VS Hakase! Yobisamase, kakumei 0!! | 14 giugno 2015    |         |
| 12 | Si apre il Duema!? Crisi al Card Shop di Takigawa!! 「デュエマシー開園っ！？カードショップ滝川の危機っ！！」 - Dyuema shī kaien!? Kādo Shoppu Takikawa no kiki!!                                                                                              | 21 giugno 2015    |         |
| 13 | Gokiko Goko! Mataro è fuori!! 「ぎこぎこぎこぉぉっ！またろうが出たっ！！」 - Gikogiko Giko! Matarō ga de ta!! | 28 giugno 2015    |         |
| 14 | Doddo Dodoka Aan! La miracolosa rivoluzione 0 Trigger!! 「ドッドドドカァアアンっ！奇跡の革命０トリガーっ！！」 - Doddo Dodoka Aaan! Kiseki no kakumei 0 Torigā!!                                                                                              | 5 luglio 2015     |         |
| 15 | Guerriglia nella fitta foresta! Rambo è qui!! 「密林のゲリラっ！ランボー参上っ！！」 - Mitsurin no Gerira! Ranbō sanjō!! | 12 luglio 2015    |         |
| 16 | Lulu vs Kojiro! La battaglia decisiva in cima alla stella!! 「るるvsコジローっ！星取り頂上決戦っ！！」 - Ruru vs Kojirō! Hoshi-tori chōjō kessen!! | 19 luglio 2015    |         |
| 17 | Special Event per le vacanze estive! Non prendere freddo, Frozen Fight!! 「夏休みスペシャルイベントっ！寒がってはいけない フローズンファイトっ！！」 - Natsuyasumi Supesharu Ibento! Kangatte wa ikenai Furōzun Faito!!                                       | 26 luglio 2015    |         |
| 18 | Katta è stato preso di mira! Appare NOZOKIN!? 「狙われた勝太っ！NOZOKIN現るっ！？」 - Nerawa reta Katta! NOZOKIN arawaru!? | 2 agosto 2015     |         |
| 19 | Un miracolo di un giorno d'estate! Incontra l'alieno Curry Pan e completa il pasto...! 「ある夏の日の奇跡っ！カレーパン星人との出会い そして完食（わかれ）・・・っ！」 - Aru natsu no hi no kiseki! Karēpan seijin to no deai soshite kanshoku （wakare）...! | 9 agosto 2015     |         |
| 20 | Voglio mangiarlo! Il veloce Lariat di Zugyan! La strategia di fuga del signor Waramaki!! 「喰らいたい！ズギャーンとしたラリアットっ！ワラマキさんの脱出作戦っ！！」 - Kuraitai! Zugyān to shita Rariatto! Waramaki-san no dasshutsu sakusen!!                 | 16 agosto 2015    |         |
| 21 | L'apertura di Zugyan! Il Professional Cafe femminile di wrestling Takigawa!? 「ズギャーンと開店っ！女子プロレスカフェ滝川っ！？」 - Zugyān to kaiten! Joshi Puroresu Kafe Takigawa!?                                                                          | 23 agosto 2015    |         |
| 22 | Il più forte VS il più veloce! Lucifer VS Basara!! 「最強ＶＳ最速っ！ルシファーＶＳバサラっ！！」 - Saikyō VS saisoku! Rushifā VS Basara!! | 30 agosto 2015    |         |
| 23 | Sigillato! La carta proibita!? 「封じられしっ！禁断のカードっ！？」 - Fūji rareshi! Kindan no Kādo!? | 6 settembre 2015  |         |
| 24 | Maledetta gioventù! Hokaben VS il signor presidente!! 「やったれ青春っ！ホカベンVS社っ長サンっ！！」 - Yattare seishun! Hokaben VS shacchō-san!! | 13 settembre 2015 |         |
| 25 | La resurrezione della bestia! Katta VS Kojiro!! 「復活の野獣っ！勝太ＶＳコジローっ！！」 - Fukkatsu no yajū! Katta VS Kojirō!! | 20 settembre 2015 |         |
| 26 | Se lo togli con uno Spon, c'è una persona dentro! La vera identità di Duemouse!! 「スポンと脱いだら中の人っ！デュエマウスの正体っ！！」 - Supon to nuidara naka no hito! Dyuerumausu no shōtai!!                                                              | 27 settembre 2015 |         |
| 27 | Fantastico confronto senza onore! Duemouse VS Duenyanko!! 「仁義なきファンシー対決っ！デュエマウスVSデュエにゃんこっ！！」 - Jingi naki Fanshī tai kima! Dyuerumausu VS Dyuerunyanko!!                                                                        | 4 ottobre 2015    |         |
| 28 | Di chi è la carta leggendaria proibita!? Basara VS ○○○!! 「禁断のレジェンドカードは誰の手にっ！？バサラＶＳ○○○っ！！」 - Kindan no Rejendo Kādo wa dare no te ni!? Basara VS ￮￮￮!!                                                                            | 11 ottobre 2015   |         |
| 29 | Sconfiggi Halloween! Siamo l'esercito rivoluzionario Charowin! 「ハロウィンをやっつけろっ！我らチャロウィン革命軍っ！！」 - Harōin o yattsukero! Warera Charouin kakumei-gun!!                                                                                | 18 ottobre 2015   |         |
| 30 | Una persona su due cede! Lucifer VS Basara!! 「二人に一人が大爆発っ！ルシファーＶＳバサラっ！！」 - Futari ni hitori ga dai bakuhatsu! Rushifā VS Basara!! | 25 ottobre 2015   |         |
| 31 | L'America piange!? Kojiro VS Hakase ad Hollywood!! 「全米が泣いたっ！？ コジローＶＳハカセinハリウッドっ！！」 - Zenbei ga nai ta!? Kojirō VS Hakase in Hariuddo!!                                                                                            | 1º novembre 2015  |         |
| 32 | Alla ricerca di Duemouse! Il Double Duema di Katta e Lulu!! 「デュエマウスをさがせっ！勝太とるるのダブルデュエマっ！！」 - Dyuerumausu o sagase! Katta to Ruru no Daburu Dyuema!!                                                                             | 8 novembre 2015   |         |
| 33 | La leggenda proibita di Basara è finalmente qui! Scatenato il tuo battito cardiaco palpitante!! 「バサラの禁断レジェンドついに登場っ！解き放たれよ、ドキンドキンな鼓動っ！！」 - Basara no kindan Rejendo tsuini tōjō! Tokihanata reyo, dokin dokin na kodō!! | 15 novembre 2015  |         |
| 34 | Punta all'universo! Il curry di Katta è tornato!! 「目指せ宇宙っ！帰ってきたカツカレーっ！！」 - Mezase uchū! Kaette kita Katta Karē!! | 22 novembre 2015  |         |
| 35 | Riunione sulla luna, Katta VS Shobu! Il Duema del confronto tra i fratelli nello spazio!! 「月で再会 勝太ＶＳ勝舞っ！宇宙 兄弟デュエマ対決っ！！」 - Tsuki de saikai Katta VS Shōbu！ Uchū kyōdai Dyuema tai kima!！                                          | 29 novembre 2015  |         |
| 36 | Insediamento! Il Duema del confronto tra i fratelli nello spazio! Il potere di Bolshack Dogiragon!! 「決着！宇宙 兄弟デュエマ対決っ！ボルシャック・ドギラゴンの力っ！！」 - Ketchaku! Uchū kyōdai Dyuema tai kima! Borushakku Dogiragon no chikara!!          | 6 dicembre 2015   |         |
| 37 | Risveglio!? Chissà se c'è la farò!? La carta vincente più potente, W Dogiragon!! 「覚醒するか！？してしまうのかっ！？本当の切り札 最強のＷドギラゴンっ！！」 - Kakusei suru ka!? Shite shimau no ka!? Hontō no kirifuda saikyō no W Dogiragon!!               | 13 dicembre 2015  |         |
| 38 | La finale della Duema Star Cup! Katta VS Duemouse!! 「デュエルマ・スターカップ最終戦！勝太VSデュエマウスッ！！」 - Dyuema Sutā Kappu saishū-sen! Katta VS Dyuerumausu!!                                                                                       | 20 dicembre 2015  |         |
| 39 | Se ne è tolto un altro! La vera e autentica identità di Duemouse!! 「もう一枚脱いだ！デュエマウスの本当の本当の正体っ！！」 - Mō ichi-mai nuida! Dyuerumausu no hontō no hontō no shōtai!!                                                                    | 27 dicembre 2015  |         |
| 40 | Entra in un nuovo capitolo! Il grande riflesso di Duemarland!! 「新章突入っ！デュエマーランド大反省会！！」 - Shinsho tsuki! Dyuemārando dai hansei-kai!! | 10 gennaio 2016   |         |
| 41 | 1, 2, 3 Bagon! Il Duema pieno di 3D di Gen!! 「1・2・3・バゴーン！ゲンちゃんの3づくしデュエマ！！」 - 1 2 3 Bagōn! Gen-chan no 3D zuku shi Dyuema!! | 17 gennaio 2016   |         |
| 42 | La vecchia e nuova resa dei conti dell'invasione! Lo Zombie World da batticuore di Zon!! 「新旧侵略対決っ！ゾンさんのドキドキゾンビワールドっ！！」 - Shinkyū shinryaku tsui kima！ Zon-san no doki doki Zonbi Wārudo!!                                       | 24 gennaio 2016   |         |
| 43 | Invasore dallo spazio! Chu-yan è un alieno nato extraterrestre ma che è già stato catturato!? 「宇宙からの侵略者！チューやんは超コワ捕獲済み下町生まれ宇宙人！？」 - Uchū kara no shinryaku-sha！ Chūyan wa chō kowa hokaku-zumi shitamachi umare uchūjin!？  | 31 gennaio 2016   |         |
| 44 | Basara VS il presidente! Battaglia disperata nel castello del male!! 「バサラVS社長！デュエ悪マ城の死闘っ！！」 - Basara VS shachō! Dyue waru ma jō no shi tataka!!                                                                                           | 7 febbraio 2016   |         |
| 45 | La nascita dell'eroina più forte!? L'operazione di San Valentino in larga scala di Lulu!! 「最強ヒロイン爆誕ッ！？るるのバレンタイン大作戦ッ！！」 - Saikyō Hiroin bakutan!? Ruru no Barentain daisakusen!!                                                   | 14 febbraio 2016  |         |
| 46 | Nemico!? Alleato!? Yorinari Gyō, è tornato!! 「敵か！？味方か！？寄成ギョウ、再びぃっ！！」 - Teki ka!? Mikata ka!? Yorinari Gyō, sai byi!! | 21 febbraio 2016  |         |
| 47 | Sono ancora vivo! L'uomo più forte contro l'uomo più malvagio!! 「やっぱり生きてたっ！最強の男バーサス最凶の男っ！！」 - Yappari ikite ta! Saikyō no otoko bāsasu saikyō no otoko!!                                                                           | 28 febbraio 2016  |         |
| 48 | Duema of the Dead! Katta VS Zon! 「デュエマ・オブ・ザ・デッドっ！勝太VSゾンさんっ！」 - Dyuema Obu za Deddo! Katta VS Zon-san! | 6 marzo 2016      |         |
| 49 | Duemouse VS Gyujiroh 「デュエマウスVS牛次郎」 - Dyuerumausu VS Gyūjirō | 13 marzo 2016     |         |
| 50 | Su! Il nostro amico Duemouse! 「蘇! 俺たちの友達デュエマウス！」 - So! Oretachi no tomodachi Dyuerumausu! | 20 marzo 2016     |         |
| 51 | La battaglia finale di Duemarland! Proseguiamo! I sentimenti di Duemouse! 「デュエマーランド最終決戦！届け！デュエマウスの想いっ！」 - Dyuemārando saishū kessen! Todoke! Dyuerumausu no omoi!                                                                | 27 marzo 2016     |         |